# Явор Гърдев
Явор Гърдев Стефанов е български театрален и кинорежисьор.

## Образование
Роден е на 23 февруари 1972 г. Завършва НГДЕК „Константин Кирил Философ“ (1991).
Магистър по философия на Софийския университет „Св. Климент Охридски“ (1997) и магистър по режисура за драматичен театър в класа на Иван Добчев в НАТФИЗ „Кръстьо Сарафов“ (1998).
Доктор на Нов български университет (2024) с интердисциплинарен дисертационен труд в сферите на философията, социологията, юриспруденцията и театрознанието.
Специализира и получава допълнителна квалификация на различни форуми и в различни институции в Германия, Франция, Великобритания и Съединените американски щати (1996 – 2022).

## Филмография (режисьор)
- 2008 – „Дзифт“ – пълнометражен игрален филм (Продукция на Мирамар Филм с копродуценти НФЦ, БНТ, Мултфилм и BG Art Studio) – 92 мин.

## Театрални постановки (режисьор)
- 1994 – „Две кратки пиеси за края“ по Фьодор Достоевски и Людмила Петрушевска (Драматичен театър – Димитровград) /съвместно с Недялко Делчев/
- 1994 – „Частите на нощта“ от Георги Тенев (Драматичен театър – Сливен)
- 1995 – „Слугините“ от Жан Жоне (Драматичен театър – Хасково и Драматичен театър – Димитровград, копродукция)
- 1995 – „Походът“ от Георги Тенев (Драматичен театър – Ловеч)
- 1996 – „Таня-Таня“ от Оля Мухина (Малък градски театър „Зад канала“, София)
- 1997 – „Сънят на Одисей“ по Хайнер Мюлер, Йосиф Бродски, Георги Тенев и Кирил Мерджански (Театрална работилница „Сфумато“)
- 1999 – „Квартет“ по Хайнер Мюлер & Сие (Театрална работилница „Сфумато“)
- 1999 – „Руска народна поща“ от Олег Богаев, (Театър Българска армия / сцена Максим, София)[2]
- 2000 – „Верона“ от Алексей Шипенко (Народен театър „Иван Вазов“, София)[3]
- 2000 – „Носферату, този отвътре“ по Давид Льо Бретон (Theatre du Plessis-les-Tours / Companie JMCL, Tours, France – като Parcours de Creation)
- 2001 – „Bastard“ по текстове на Шекспир, Дюренмат, Адсон де Мутие-ан-Дер (Драматичен театър „Стоян Бъчваров“, Варна, в пространството на Изба „Димят“, Варна)[4][5]
- 2002 – „Пентезилея“ по Хайнрих фон Клайст (Schloss Trebnitz – Бранденбург, Германия – в рамките на Международен театрален уъркшоп)
- 2002 – „Във въздуха“ от Алексей Шипенко (Драматично-куклен театър – Хасково)[6]
- 2003 – „Марат/Сад“ по Петер Вайс (Triumviratus Art Group, Асоциация THEOREM, Hebbel Theater – Берлин, „La Rose des Vents“ – Scene Nationale de Villeneuve d’Ascq – Франция, Stadsschouwburg Utrecht – Холандия, Драматичен театър „Стоян Бъчваров“, Варна)
- 2003 – „Живот х 3“ от Ясмина Реза (Театър 199, София)[7]
- 2004 – „Пухеният“ от Мартин Макдона (Драматичен театър „Стоян Бъчваров“, Варна)[8]
- 2004 – „Пир по време на чума“ от Александър Пушкин (Schloss Trebnitz – Brandenburg, Germany – в рамките на Международен театрален уъркшоп)
- 2004 – „Бурята“ от Уилям Шекспир (Държавен театър Адана, Турция)
- 2005 – „Пиеса за бебето“ от Едуард Олби (Театър 199, София)[9][10]
- 2006 – „Крал Лир“ от Уилям Шекспир, сценография и костюми Никола Тороманов (Народен театър „Иван Вазов“, София)[11]
- 2006 – „Куцулан, или Вълча Богородица“ от Константин Илиев (Пърформанс в Panta Theatre, Caen, France – в рамките на Международен театрален уъркшоп)
- 2006 – „Крум“ от Ханох Левин, сценография и костюми Никола Тороманов (Драматичен театър „Стоян Бъчваров“, Варна)[12]
- 2007 – „Старицата от Калкута“ от Ханох Левин (Театър 199, София)[13][14][15]
- 2008 – „Валентинов ден“ от Иван Вирипаев, сценография Никола Тороманов (Малък градски театър „Зад канала“, София)[16][17][18]
- 2008 – „Калигула“ от Албер Камю, сценография и костюми Никола Тороманов (Драматичен театър „Стоян Бъчваров“, Варна)[19][20][21][22][23][24]
- 2009 – „Козата, или коя е Силвия“ от Едуард Олби, сценография Никола Тороманов (Народен театър „Иван Вазов“, София)[25][26][27]
- 2010 – „Методът Грьонхолм“ от Жорди Галсеран, сценография Никола Тороманов (Театър на нациите, Москва, РФ)
- 2011 – „Убиецът Джо“ от Трейси Летс, сценография Никола Тороманов (Театър на нациите, Москва, РФ)
- 2011 – „Ръкомахане в Спокан“ от Мартин Макдона, сценография Даниела Олег Ляхова (Народен театър „Иван Вазов“, София)[28]
- 2011 – „Грозният“ от Мариус фон Майенбург, сценография Венелин Шурелов (Саратовски държавен академичен театър „И.А. Слонов“, Саратов, РФ)
- 2011 – „Пухеният“ от Мартин Макдона (Театър 199)[29][30]
- 2012 – „Нощна пеперуда“ от Пьотър Гладилин, сценография и костюми Даниела Олег Ляхова (Народен театър „Иван Вазов“, София)[31][32]
- 2012 - "Канкун"от Жорди Галсеран, (Театър "Приют комедианта", Санкт Петербург, Русия)
- 2012 – „Хамлет“ от Уилям Шекспир, сценография и костюми Даниела Олег Ляхова, Никола Тороманов (Народен театър „Иван Вазов“, София)[33][34][35]
- 2013 – „Почти представление“ от Итън Коен (Младежки театър „Николай Бинев“ и Bright Light Entertainment, София)[36]
- 2014 – „Жана“ от Ярослава Пулинович, сценография и костюми Татяна Димова (Народен театър „Иван Вазов“, София)
- 2015 – „Квартет – Опасни връзки след края на света“ по Хайнер Мюлер (Спектакъл-филм, Национален дворец на културата, София)
- 2015 – „Чайка“ от Антон Павлович Чехов, сценография Никола Тороманов, костюми Свила Величкова (Театър „Азарян“, Национален дворец на културата, София)
- 2017 – „Пияните“ от Иван Вирипаев, сценография Никола Тороманов, костюми Свила Величкова (Малък градски театър „Зад канала“, София)
- 2017 – „Чамкория“ по едноименния роман на Милен Русков, сценография и костюми Светослав Кокалов (Театър 199, София)
- 2018 – „Копой“ от Антъни Шафър, сценография Екатерина Джагарова, костюми Галя Солодовникова (Театър на нациите, Москва, РФ)
- 2018 – „Драконът“ от Евгений Шварц, сценография и костюми Свила Величкова (Драматичен Театър „Стоян Бъчваров“, Варна)
- 2018 – „Наблюдателите“ (хипотеза за отвъдното) от Константин Илиев, сценография Никола Тороманов, костюми Свила Величкова, (Народен театър „Иван Вазов“, София)
- 2019 – „Празникът“ от Томас Винтерберг, Могенс Руков, Бо Хансен и Дейвид Елдридж, художници Свила Величкова и Елица Рангелова (Малък градски театър „Зад канала“, София)
- 2019 – „Палачи“ от Мартин Макдона, сценография Никола Тороманов, костюмография Свила Величкова (Македонски народен театър, Скопие, Северна Македония)
- 2020 – „Завръщане у дома“ от Харолд Пинтър, художници Свила Величкова и Ванина Цандева (Малък градски театър „Зад канала“, София)
- 2020 – „Унизените. Беларус“ от Андрей Курейчик, театрален видео-спектакъл (Драматично-куклен театър „Иван Радоев", Плевен)
- 2021 – „Опашката“ от Захари Карабашлиев (Драматично-куклен театър „Иван Радоев“, Плевен)
- 2021 – „Кастор“ от Явор Гърдев в рамките на интердисциплинарния пърформанс ПОРТРЕТИ НА НЕИЗВЕСТНОТО на Дундаков/Гърдев/Шурелов, (ВиаФест и Международен Фестивал „Варненско лято“, Варна)
- 2021 – „Фицрой“ от Ж. Галсеран, сценография Свила Величкова, музика Калин Николов (Малък градски театър „Зад канала“, София)
- 2022 – „Великденско вино“ от Константин Илиев, сценография Павел Койчев, музика Калин Николов (Народен театър „Иван Вазов“, София)
- 2023 – „Това не го казвай“ от Саломе Льолуш, сценография и костюми Свила Величкова (База X, „Кино Люмиер“, София)
- 2024 - „Венецианският търговец“ от Уилям Шекспир, сценография Никола Тороманов, костюми Свила Величкова (Народен театър „Иван Вазов“), София

## Оперни постановки (режисьор)
- 2015 – Лястовицата („La Rondine“) от Джакомо Пучини, (Лятна академия на изкуствата, Созопол и Фондация „Дарина Такова“, София)

## Театрални постановки (актьор)
- 1983 – Хъкълбери Фин и Том Сойер в „Том Сойер“ по Марк Твен, постановка Богдан Красински (ЦДП, София)
- 1984 – Козелът в „Жълтото око“ от Никола Русев, постановка Нина Светославова (ЦДП, София)
- 1985 – Художникът Абенито и Втори Гражданин в „Джелсомино в страната на лъжците“ по Джани Родари, постановка Николай Априлов (ЦДП, София)
- 1986 – Клоунът Бони в „Смях в цирка“, постановка Николай Априлов (ЦДП, София)
- 1987 – Първото Пате в „Анини приказки“ от Стефан Цанев, постановка Николай Априлов (ЦДП, София)
- 1988 – Пейко и Кочо в „Голямото имане“ от Панчо Панчев, постановка Николай Априлов (ЦДП, София)
- 1992 – Керубино в „Сватбата на Фигаро“ от Пиер дьо Бомарше, постановка Никола Петков (Театър-студия „Студентина“)
- 1993 – Леонс в „Леонс и Лена“ от Георг Бюхнер, постановка Галин Стоев (Театър-студия „Студентина“)
- 1997 – Герман в „Апокриф“ – авторски спектакъл на Маргарита Младенова и Иван Добчев (ТР „Сфумато“ / Фестивал „Passages“'97, Нанси, Франция – копродукция)
- 1999 – Младият Батай в „История на окото“ по Жорж Батай, постановка на Иван Станев (Фестивал „Passages“'99, Нанси, Франция / 'Концепция за театър', София – копродукция)

## Филми, телевизионни постановки, новели и сериали (актьор)
- 1983 – Емил Космоса в „До всички“ от Драган Марамски (Телевизионна новела, Българска телевизия, БТ)
- 1984 – Момчето в „Дядо, Баба, Питка и Внучета“ (Телевизионен филм, Българска телевизия, БТ)
- 1987 – Момчето в „Хвърчилото“ от Рада Москова (Двусериен телевизионен филм, Българска телевизия, БТ)
- 1988 – Готфрид Клепербайн в „Малки приключения“ по повестта „Антон и Точица“ от Ерих Кестнер (Детски телевизионен сериал, Българска Телевизия, БТ)
- 1989 – Джошуа Мюлер в „Нощна стража“ от Лилиан Хелман (Телевизионна постановка в две части, Българска телевизия, БТ)
- 2019 – Русинов в „Денят на бащата“, режисьор Павел Г. Веснаков (Шестсериен игрален филм, БНТ & Агитпроп)

## Телевизия и радио (водещ)
- 1989 – 1991 – Водещ на младежкото радиопредаване „Юноша“ (Българско радио, БР)
- 1988 – Водещ на тв-предаването за средношколци „Час по всичко“ (Българска телевизия, БТ)
- 1987 – Водещ на детското радиоутро „Пъстра въртележека“ (Българско радио, БР)
- 1984 – 1988 – Водещ на детското тв-предаване „Пионерия“ (Българска телевизия, БТ)

## Видеопроекти (автор и режисьор)
- 1998 – „Болеро на самотата“ или „Разколников-обсесия“ (Akademie Schloss Solitude, Щутгарт, Германия)
- 2000 – Bedspotting (Triumviratus Art Group, Pro Helvetia, Companie JMCL, Tours, France)
- 2002 – „О, мой роден дом“ или „Discovery Channel Redone“ (Triumviratus Art Group, Явор Гърдев, Калин Николов)
- 2020 – „Унизените. Беларус“ от Андрей Курейчик, видео-спектакъл (Драматично-куклен театър „Иван Радоев“, Плевен)

## Радиопроекти (автор и режисьор)
- 1999 – „Атолът“ съвместно с Асен Аврамов и Георги Тенев (Българско национално радио, Triumviratus Art Group и Ars Digital, копродукция) Grand Prix Europe – Berlin ’99 за „най-добра европейска радиодрама“
- 2001 – „Цитаделата“ съвместно с Асен Аврамов и Георги Тенев (Българско национално радио, Triumviratus Art Group и Ars Digital, копродукция)
- 2003 – „Вратата на Европа“ – съвместно с Даниел Ведел и Ведрана Върховник (Копродукция на Датското радио, Хърватското радио и Българското национално радио)
- 2005 – „D.J.“ режисьорски радиопроект по едноименната пиеса на Георги Господинов

## Радиопроекти (актьор)
- 2001 – Гласът на рекламиста в „Цитаделата“ (Българско национално радио, Triumviratus Art Group и Ars Digital, копродукция)
- 2014 – Комендантът на Софийското летище в „Летяща помощ“ от Ангел Каралийчев и Матвей Вълев (Българско национално радио)

## Концептуални проекти, пърформанси и перформативни акции
- 1994 – „Вход в нощта“ – пърформанс на покрива на Драматичен театър – Сливен
- 1996 – „Пoгребението на тигъра“ – пърформанс на покрива на Драматичен театър – Сливен
- 1998 – „Doppelmond oder Ihre Sprache im Koerper Unserer Sprache“, Щутгарт (литературен видео-пърформанс съвместно с писателите Дубравка Угрешич и Георги Тенев)
- 2002 – „Кошмарът на Майкъл Джексън“ – фото и видео-пърформанс, Списание „Едно", София
- 2002 – „Дунавски игри" – концептуален пърформанс-мистификация, Списание „Едно“, София
- 2005 – „Визуална полиция“ – видео-пърформанс-мистификация:
  - АТА – Институт за съвременно изкуство, София – 2005
  - Wuertenbergische Kunstverein, Щутгарт – 2006
  - Kunsthaus Dresden, Дрезден – 2006
  - Schauspielhaus Hanover, Хановер – 2006
  - Deutsches Schauspielhaus, Хамбург – 2006
- 2006 – „Партиен дом“ – литературен видео-пърформанс по едноименния роман на Георги Тенев
- 2021 – "Портрети на неизвестното“ на Дундаков/Гърдев/Шурелов (ВиаФест и Международен Фестивал „Варненско лято“, Варна)

## Драматургия (автор)
- 2005 – „Нощен труд“ – миниатюра (Преведена и публикувана на английски и на немски език в сборника „Leap into the City“ от DuMont Literatur und Kunst Verlag 2006)
- 2021 – „Кастор“ – едноактна пиеса (Номинация за наградата "Икар" 2022 в категорията за драматургичен текст)

## Образователна дейност (преподавател)
- 1999 – Международен театрален уъркшоп в Duke University – ‘Chekhov’s Seagull’ и в University of Chapel Hill, USA, Duke Center for International Studies, Chapel Hill Slavic Department, Duke Drama Department / Fall ‘99
- 2000 – Лекции и Parcours de creation et stage formation avec des comediens de Region Centre, Theatre du Plessis-les-Tours, Companie Jose Manuel Cano Lopez, Tours, Франция / ‘Nosferatu’
- 2002 – Международен театрален уъркшоп в Schloss Trebnitz – Бранденбург, Германия – „Penthesilea“ – Performing Heinrich von Kleist.
- 2004 – Международен театрален уъркшоп в Schloss Trebnitz – Бранденбург, Германия – „Mozart, Don Juan, Puschkin und Ich“ – Performing Alexander Pushkin.
- 2006 – Международен театрален уършоп в Theatre Ephemeride, Val de Reuil – Normandy, Франция – „Declaration d’amour“ d’apres A.P. Chekhov
- 2008 – Territoria, Фестивал за съвременно изкуство, Майсторски клас на Явор Гърдев, Москва Русия
- 2012 – Театрален Workshop на Явор Гърдев, «Репетиция на Хамлет», СУ “Св.Климент Охридски” (с участието на Леонид Йовчев)
- 2013 – Театрален Workshop на Явор Гърдев, Младежки театър & Фондация “Art Office”, София
- 2014 – Театрален Workshop на Явор Гърдев, Сценична интерпретация на “Хамлет”, Нов български университет, София
- 2015 – Театрален Workshop на Явор Гърдев, Актьорско интерпретиране на “Хамлет”, Зимен фестивал «МОНТФИЗ», Велинград
- 2015 – Mонтфиз Арт Фест – Клас по актьорско майсторство на Явор Гърдев, Велинград
- 2015 – Лятна академия на изкуствата – Клас по актьорско майсторство на Явор Гърдев по произведения на Даниил Хармс, Созопол
- 2017 – Mайсторсkи клас по кино и театрална режисура на Явор Гърдев в Мастерская индивидуальной режиссуры МИР-5, Москва, Руска федерация
- 2017 – Лекция в „Лаборатория за изследване на действителността ХОД 17“ за документален театър (съвместно с Жана Рашева и Георги Тенев)
- 2018 – Водещ на „Лаборатория за писане на пиеси“ с номинираните участници в „Конкурс за нова пиеса“ на Нов български университет
- 2018 – Преподавател и докторант в Нов български университет, Професионално направление „Театрално и филмово изкуство“
- 2020-21 – Преподавател в Националната академия за театрално и филмово изкуство „Кръстьо Сарафов“, Магистърска програма „Режисура в сценичните изкуства“

## Отличия и награди
- 1991 – Награда на Министерството на образованието на Република България и прием по заслуги в Софийския университет „Св. Климент Охридски“ за победата в Националната олимпиада по литература.
- 1991 – Награда на Министерството на образованието на Република България и Медал на Българското философско дружество за победата в Националната олимпиада по философия.
- 1997 – Награда за най-добра режисура на Театралния фестивал в Благоевград – „Таня-Таня“.
- 1997 – Награда на САБ за най-добра режисура за сезон 1996/97 – „Таня-Таня“.
- 1999 – Награда за най-добра режисура на Театралния фестивал в Благоевград – „Квартет“.
- 1999 – Награда за най-добра режисура на Фестивала на камерните форми във Враца – „Квартет“.
- 1999 – Награда BERLINER GRAND PRIX EUROPE за най-добра европейска радиодрама за „Атолът“ на Радио-телевизионния фестивал „Prix Europa“ в Берлин, Германия.
- 2002 – Награда „Икар“ на САБ за най-добра режисура за сезон 2001/02 – „Bastard“.
- 2002 – Награда „Аскеер“ за най-добра режисура за сезон 2001/02 – „Bastard“.
- 2002 – Награда „Аскеер“ за най-добро представление за сезон 2001/02 – „Bastard“.
- 2004 – Награда на Столична община за ярък принос в областта на културата и изкуствата – за режисурата на спектакъла „Живот X 3“.
- 2005 – Награда за най-добра режисура на Фестивала на камерните форми във Враца – „Пухеният“.
- 2005 – Награда за най-добро представление на Фестивала на камерните форми във Враца – „Пухеният“.
- 2005 – Награда Златно перо на Радио FM Класик, Столична община и Министерството на културата на Република България за принос към българската култура.
- 2005 – Медал на Министерството на културата и туризма на Република Турция. По повод селекцията и успешното турне на спектакъла „Бурята“ във Франция.
- 2006 – Награда „Икар“ на САБ за най-добра режисура за сезон 2005/06 – „Пиесата за бебето“.
- 2006 – Награда „Аскеер“ за най-добро представление за сезон 2005/06 – „Крал Лир“.
- 2006 – Награда Златен век на Министерството на културата на Република България за принос към българското изкуство и култура.
- 2006 – Награда Театрална личност на годината на Обществото на независимите театрални критици за режисурата на спектаклите „Крал Лир“ и „Крум“.
- 2008 – 30-и Mосковски МКФ – Награда на Асоциацията на филмовите клубове – „Дзифт“
- 2008 – 30-и Mосковски МКФ – „Сребърен св. Георгий“ за най-добър режисьор в основното състезание – „Дзифт“
- 2008 – 33-ти МТВФ „Златна ракла“ – „Галя Бъчварова“ награда за режисьорско постижение – „Дзифт“
- 2008 – 33-ти МТВФ „Златна ракла“ – „Academica 21“ награда за режисьорско постижение – „Дзифт“
- 2008 – 33-ти МТВФ „Златна ракла“ – Специалната награда на журито – „Дзифт“
- 2008 – 28-и Фестивал „Златна роза“ – Специалната награда на критиката – „Дзифт“
- 2008 – 28-и Фестивал „Златна роза“ – Голямата награда за най-добър филм – „Дзифт“
- 2009 – 13-и Международен София Филм Фест – Kodak Award for Best Bulgarian Feature Film – „Дзифт“
- 2009 – 13-и Международен София Филм Фест – Специална награда на международното жури – „Дзифт“
- 2009 – 14-и МКФ Вилнюс (Литва) – Награда за най-добра режисура – „Дзифт“
- 2009 – 9-и Фестивал goEast Висбаден (Германия) – Special Mention Director’s Achievement – „Дзифт“
- 2009 – 16-и МКФ Палич (Сърбия) – International Critics’ Jury Award – „Дзифт“
- 2009 – Награди на НФЦ & СБФД – Награда за най-добър филм – „Дзифт“
- 2009 – МКФ Салерно (Италия) – Награда „Тоно“ – за „Дзифт“
- 2009 – Награда на Обществото на Независимите театрални критици за „Козата или Коя е Силвия?“
- 2010 – Театрална награда на вестник „MK“ за „Методът Грьонхолм“, Москва, Русия
- 2011 – Варненска театрална награда „Златна Маска“
- 2012 – Награда „Аскеер“ за най-добра режисура за сезон 2011/12 – „Нощна пеперуда“ и „Ръкомахане в Спокан“
- 2012 – Награда „Аскеер“ за най-добро представление за сезон 2011/12 – „Нощна пеперуда“
- 2013 – Награда „Икар“ на САБ за най-добра режисура за сезон 2012/13 – „Хамлет“[37][38]
- 2013 – Награда „Аскеер“ за най-добро представление за сезон 2012/13 – „Хамлет“[39][40]
- 2013 – Награда „Аскеер“ за най-добра режисура за сезон 2012/13 – „Хамлет“
- 2014 – Награда „Златен Арлекин“ за най-добра режисура, най-добро представление и най-високи актьорски постижения – „Грозният“
- 2016 – Награда „Икар“ на САБ за най-добра режисура за сезон 2015/16 – „Квартет – Опасни връзки след края на света“ и „Чайка“
- 2018 – Награда за най-добра режисура на Националния фестивал на малките театрални форми във Враца за спектакъла „Чамкория“
- 2018 – Награда „Икар“ за най-добро представление за сезон 2017/18[41] – „Пияните“
- 2018 – Награда „Златен Кукерикон“ за най-добра комедия за спектакъла „Чамкория“
- 2020 – Награда „Икар“ на САБ за най-добро представление за сезон 2019/20 – „Празникът“
- 2020 – Културно събитие на 2020 година – представлението „Завръщане у дома“. Победителят е определен с публично гласуване в онлайн анкета на електронното издание „Площад Славейков“.
- 2022 – Наградa АСКЕЕР за най-добро представление за сезон 2021/22 – „Опашката“
- 2022 – Награда „Златен Кукерикон“ за най-добра режисура на сатиричен и комичен спектакъл – „Опашката“
- 2025 – Награда „Икар“ за най-добро представление за сезон 2024/25 – „Венецианският търговец“

## Членство в организации
- 1994 – Съосновател и член (съвместно с писателя Георги Тенев и художника Никола Тороманов) на Triumviratus Art Group (t.a.g.)
- 2001 – Съосновател и член на Българската асоциация на режисьорите в театъра (Б.А.Р.Т)
- 2009 – Член на Европейската филмова академия, Берлин, Германия
- 2011 – Асоцииран режисьор в Drama League, Ню Йорк, САЩ
- 2011 – Основател на Compania Ecstatica
- 2022 – Член на мрежата на носителите на наградата Fulbright